# IJsvissen

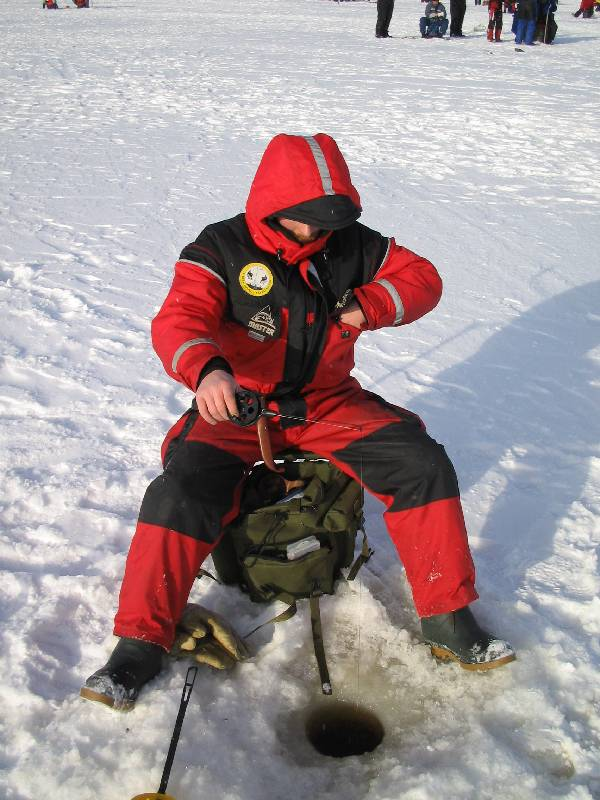
Een ijsvisser tijdens de Finse Miljoonapilkki-viswedstrijd.

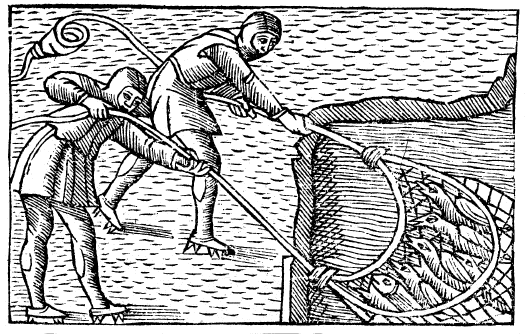
Afbeelding uit 1555

IJsvissen of wakvissen is een vorm van vissen, waarbij men vissen probeert te vangen met een vishaak of speer door een gat in het ijs van bijvoorbeeld een bevroren meer of vijver. Deze vorm van vissen wordt tegenwoordig vooral beoefend als sportvissen. Er bestaan zelfs toernooien voor.

## Locaties
IJsvissen is vooral een populaire bezigheid in landen als Canada, Finland, Estland, Noorwegen, Zweden, en Duitsland.
In de Verenigde Staten is het vooral populair in de staten Alaska, Colorado, Minnesota, Wisconsin, Michigan en New York.

## Schuilplaatsen en andere materialen

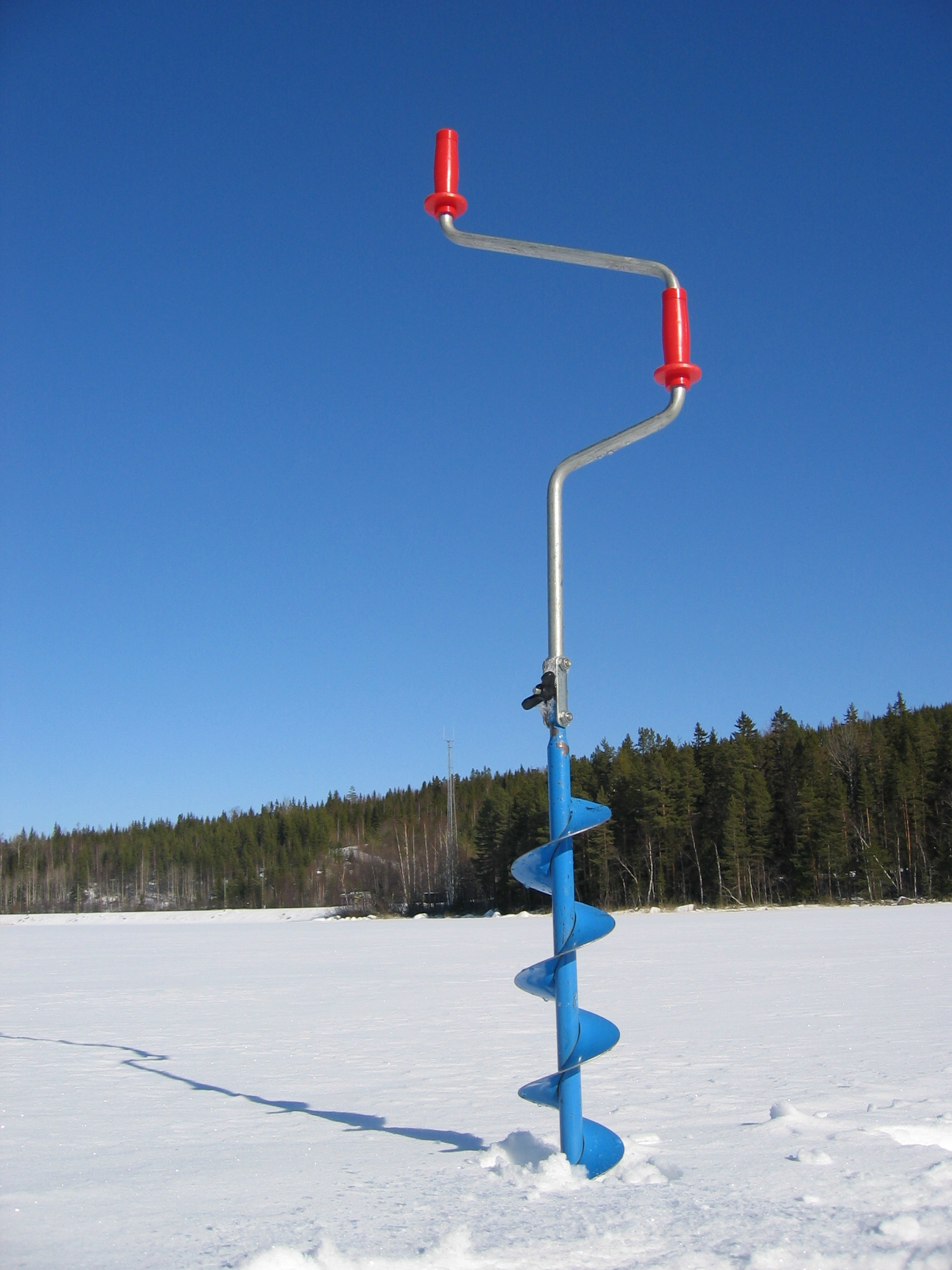
Handavegaar.

Meestal zit de visser bij ijsvissen in de buitenlucht op een stoeltje bij het gat, maar bij langere periodes worden vaak tenten gebruikt om in te wachten tot er een vis aan de haak wordt geslagen. Bij meerdaagse vistochten worden soms zelfs grotere, verwarmde, constructies gebouwd op de plaats van het ijsvissen. In Noord-Amerika kunnen zo op populaire vislocaties tijdelijk kleine dorpjes ontstaan.
De hulpmiddelen voor ijsvissen zijn vaak gespecialiseerde materialen. Het gat in het ijs wordt doorgaans gemaakt met een zaag, avegaar of boor. Een skimmer wordt gebruikt om nieuw ijs te verwijderen en zo te voorkomen dat het gat weer dichtvriest. Bij erg koude periodes nemen veel vissers een verwarmingselement mee om te voorkomen dat het gat weer dichtvriest.
Voor het vissen zelf worden meerdere soorten materialen onderscheiden. Meestal gebruiken vissers een hengel met vishaak, maar voor grotere vissen wordt speervissen toegepast. Voor speervissen dient een groter gat te worden gemaakt, en wordt aas in het water gegooid om de vissen te lokken.
De hulpmiddelen voor ijsvissen zijn in de afgelopen 20 jaar sterk veranderd. In plaats van ergens een gat te maken en te hopen dat er een vis voorbij zwemt, gebruiken vissers nu vaak sonar om te kijken waar onder het ijs de meeste vis zit.

## Gevaren

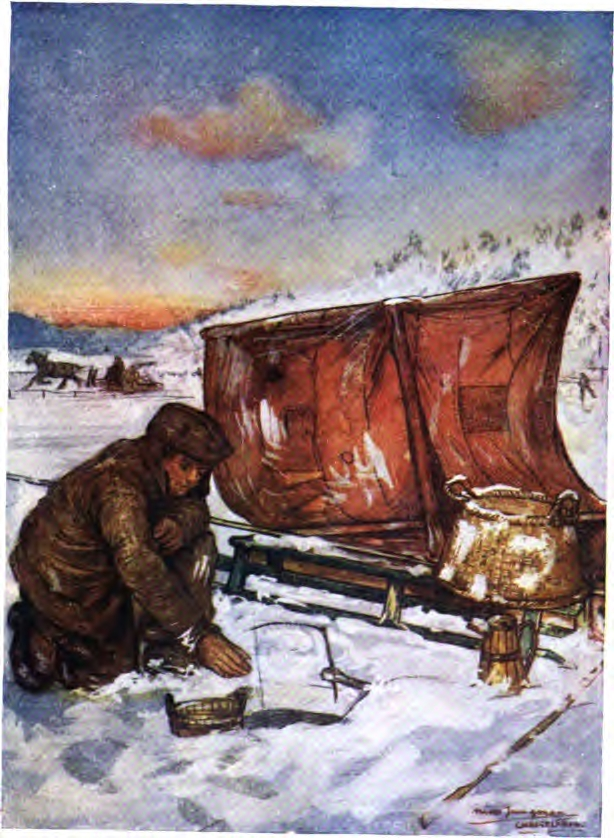
Illustratie van een ijsvisser in Noorwegen, circa 1904.

Een van de grootste gevaren bij ijsvissen is dat vissers de dikte van het ijs overschatten. Dit gevaar wordt groter door het feit dat er tegenwoordig vaak zware transportmiddelen zoals sneeuwscooters of zelfs auto's worden gebruikt op het ijs. Het komt vaak voor dat het ijs niet overal even dik is door bijvoorbeeld stromingen in het water. Elk jaar gebeurt het dat er voertuigen en huizen door het ijs zakken. Milieuwetten vereisen doorgaans dat deze voertuigen snel weer worden geborgen vanwege de schade die ze toe kunnen brengen aan het milieu.
Een ander gevaar bij ijsvissen is koolstofmonoxidevergiftiging door de verwarmingselementen die worden gebruikt om de huizen en tenten warm te houden, en bevriezing door te lange blootstelling aan harde wind en lage temperaturen.

## Bron
- De Engelstalige Wikipedia
- Gruenwald, Tom and Genz, Dave (1999) Modern Methods of Ice Fishing Creative Publishing international. ISBN 9780865730717